# 王文序
王文序（1966年1月—），女，浙江杭州人，中华人民共和国政治人物，现任浙江省委常委、统战部部长，省政协党组副书记。王文序曾任省政府副省长，浙江省科技厅副厅长，中共湖州市委常委，中共绍兴市委副书记，浙江省委老干部局局长，省政府人力资源和社会保障厅厅长。

## 生平

### 早年经历
王文序于1966年1月出生于浙江杭州，后于浙江大学生物化工专业毕业，研究生学历，工学博士。她1985年11月加入中国共产党。1990年2月参加工作。她的博士学位取得于浙江大学，其论文完成于1999年12月，导师是岑沛霖和蔡谨。 

### 初入政坛
曾任浙江大学材料系团委副书记、政治辅导员，浙江大学团委干部，浙江大学团委副书记，中国共产主义青年团浙江省委员会常务委员会委员、学校部部长、浙江省学生联合会秘书长，共青团浙江省委常委、青农部部长、桐乡市副市长（挂职）。
2002年9月，浙江省依照《党政领导干部选拔任用工作条例》首次公开选拔干部，当时在省团委任职的王文序参加报考浙江省科技厅副厅长的职位，并成功选任科技厅副厅长、党组成员。
2003年1月3日，中国人民政治协商会议浙江省委员会第八届二十五次常委会议闭幕，通过浙江省政协第九届委员名单，王文序作为科技届人士当选政协委员。

### 地方市委
2003年4月19日，中国共产党共湖州市委员会选举王文序为湖州市委员会常务委员会委员。
2007年4月2日，王文序当选中国共产党绍兴市纪律检察委员会书记，成为中共绍兴市委员会常务委员会委员。同年6月17日，中国共产党浙江省第十二次代表大会选举王文序成为中共浙江省纪律检查委员会委员。
2012年1月1日，王文序受提名为中共绍兴市委员会副书记。同年2月29日，中共绍兴市第七届委员会选举王文序为市委常务委员会委员，市委副书记。

### 回归省府
2013年3月4日，中国共产党浙江省委员会拟提拔王文序为中共浙江省委老干部局局长、中共浙江省委组织部副部长。2013年3月14日，任中共浙江省委组织部副部长，老干部局局长。2013年4月3日，绍兴市人民代表大会常务委员会宣布因诸暨市代表王文序调离绍兴市行政区域终止其代表资格。
2016年11月4日，浙江省十二届人民代表大会常务委员会第三十四次会议在杭州举行，任命王文序为浙江省人力资源和社会保障厅厅长，吴顺江不再担任。2018年3月30日至31日，浙江省十三届人民代表大会常委会在杭州举行第二次会议，决定任命王文序为浙江省人力资源和社会保障厅厅长。
2018年1月31日，浙江省第十三届人民代表大会一次会议第三次全体会议选举王文序浙江省副省长，负责民政、人力资源和社会保障、退役军人事务、市场监管、知识产权、药品监管等方面工作，分管省民政厅、省人力社保厅、省退役军人事务厅、省市场监管局（省知识产权局）、省药监局，联系省总工会、团省委、省妇联、省残联、省关工委。同年7月不再担任浙江省人力资源和社会保障厅厅长。
2023年11月，王文序任浙江省委常委、统战部部长。

## 出版物

### 学术论文[註 2]
- 王文序. . 领导科学. 2005年10月13日, (14). doi:10.3969/j.issn.1003-2606.2005.14.007.[25]
- 王文序.  (博士论文). 浙江大学. 2000.[26]
- 王文序. 蔡谨 袁骏. . 浙江大学学报(自然科学版). 1997, (03).[25]
- 王文序. 蔡谨 岑沛霖. . 材料科学与工程. 1997, (02).[25]

## 脚注
1. ↑  时任浙江省组织部长蔡奇在绍兴市委宣布了决定，并作了讲话[14]
2. ↑  仅列出王文序为第一作者的论文。